# Škoda Fabia R5
De Škoda Fabia R5 is een rallyauto, gebaseerd op de derde generatie Škoda Fabia, ontwikkeld en gebouwd door Škoda Motorsport en ingedeeld in de Groep R categorie. De auto wordt door het fabrieksteam ingezet in het wereldkampioenschap rally en daarnaast ook gebruikt door verschillende particulieren in verscheidene kampioenschappen.
De rallyauto is in België een veel gebruikte wagen, onder andere Freddy Loix, Vincent Verschueren en Adrian Fernémont hebben met deze wagen al het Belgisch kampioenschap rally gewonnen.

## Complete resultaten in het wereldkampioenschap rally
| Seizoen | Inschrijving     | Rijder          | 1   | 2   | 3   | 4   | 5   | 6   | 7   | 8   | 9   | 10  | 11  | 12  | 13  | Pos. | Punten |
| ------- | ---------------- | --------------- | --- | --- | --- | --- | --- | --- | --- | --- | --- | --- | --- | --- | --- | ---- | ------ |
| 2015    | Škoda Motorsport |                 | MON | ZWE | MEX | ARG | POR | ITA | POL | FIN | DUI | AUS | FRA | SPA | GBR | –    | –      |
| 2015    | Škoda Motorsport | Pontus Tidemand |     |     |     |     | 13  |     | 13  | 9   |     |     |     |     |     | –    | –      |
| 2015    | Škoda Motorsport | Esapekka Lappi  |     |     |     |     | 12  | 17  | 12  | 8   | 42  |     |     |     |     | –    | –      |
| 2015    | Škoda Motorsport | Jan Kopecký     |     |     |     |     |     | 9   |     |     | 13  |     |     |     |     | –    | –      |